# Don Cowie
Don Cowie (Palmerston North, 5 de janeiro de 1962) é um velejador neozelandês, medalhista olímpico. Ele competiu nos Jogos Olímpicos de Verão de 1992 na classe Star e conquistou a medalha de prata ao lado de Rod Davis.
Ele novamente navegou com Davis como parte do New Zealand Challenge na Louis Vuitton Cup de 1992. Nas corridas internacionais de quilha, Cowie venceu a disputa por equipes na Kenwood Cup (para o Japão).